# Постоялець з космосу
«Постоялець з космосу» (англ. Resident Alien) — американський фантастичний телесеріал на основі однойменного коміксу. Прем'єра першого сезону відбулася 27 січня 2021 року, в березні 2021 року шоу було продовжено на другий сезон, прем'єра якого відбулася 26 січня 2022 року, а третій сезон відбувся 14 лютого 2024 року. Серіал продовжено на четвертий сезон.

## Сюжет
Головний герой серіалу — іншопланетянин, надісланий на Землю, щоб знищити людство і підготувати планету до заселення його побратимами. Він ховається під личиною доктора Гаррі Вандершпігеля, що живе на самоті недалеко від маленького містечка в американському штаті Колорадо. Живучи в новому тілі, прибулець починає сумніватися у виправданості своєї місії.

## Актори та персонажі
| Актор           | Роль                                                       |
| --------------- | ---------------------------------------------------------- |
| Алан Тьюдік     | прибулець з невимовним іменем / Доктор Гаррі Вандершпігель |
| Сара Томко      | Аста Твелвтріс                                             |
| Корі Рейнольдс  | Майк Томпсон                                               |
| Еліс Веттерлунд | Д'Арсі Блум                                                |
| Леві Філер      | Бен Готорн                                                 |
| Джуда Прен      | Макс Готорн                                                |
| Лінда Гамільтон | генерал Маккалістер                                        |
| Гарі Фармер     | Ден                                                        |

## Список серій
| Сезон | Епізоди | Епізоди | Оригінальний показ | Оригінальний показ | Оригінальний показ |
| Сезон | Епізоди | Епізоди | Перший показ       | Останній показ     | Мережа             |
| ----- | ------- | ------- | ------------------ | ------------------ | ------------------ |
| 1     | 10      | 10      | 27 січня 2021      | 31 березня 2021    | Syfy               |
| 2     | 16      | 8       | 26 січня 2022      | 16 березня 2022    | Syfy               |
| 2     | 16      | 8       | 10 серпня 2022     | 28 вересня 2022    | Syfy               |
| 3     | 8       | 8       | 14 лютого 2024     | 3 квітня 2024      | Syfy               |

## Виробництво

### Розробка
Проєкт був анонсований 31 травня 2018 року. Його реалізацією зайнялася Universal Content Productions спільно зі студією Стівена Спілберга Amblin TV і підрозділом видавництва Dark Horse. Продюсером і режисером пілотного епізоду став Девід Добкін. Реліз був запланований на літо 2020 року, але пізніше через пандемію його перенесли на 27 січня 2021 року.
10 епізодів першого сезону виходили щосереди, 27 січня – 31 березня 2021 року.
Другий сезон анансовано на початку грудня 2021 року, прем'єра розпочалася 26 січня 2022 року. Показ відбувається по середах, на 16 березня вийшло вісім епізодів.

### Сприйняття

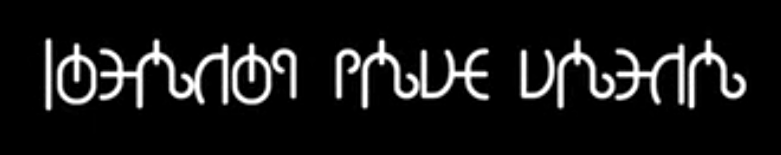
Інопланетна мова, яку ми бачимо в серіалі, насправді є есперанто, написана шрифтом справа наліво. Ця фраза в 1-й серії 1-го сезону перекладається як "чотири місяці тому".

Серіал здобув популярність: у день прем'єри його дивилося понад дев'ять мільйонів людей, рейтинг на сайті Rotten Tomatoes склав 93 %. Критики високо оцінили сценарій і гру Алана Тюдика. В результаті в березні 2021 року «Постоялець з космосу» був продовжений на другий сезон.

## Рецепція

### Реакція критиків
Агрегатор рецензій Rotten Tomatoes повідомив, що перший сезон отримав 94% схвальних відгуків на основі 31 рецензії критиків, із середньою оцінкою 7,8/10. Консенсус критиків на сайті звучить так: «Серіал “Постоялець з космосу” займає хвилину, щоб заселитися в шкіру, але як тільки це відбувається, він знаходить свіжий гумор у знайомих рамках і виявляється ідеальною вітриною для унікальних комедійних навичок Алана Тудика». Metacritic дав першому сезону середньозважену оцінку 70 зі 100 на основі 15 рецензій критиків, що свідчить про «загалом схвальні відгуки».  Для другого сезону Rotten Tomatoes повідомив про рейтинг схвалення 100% на основі 5 рецензій критиків, із середньою оцінкою 7,7/10 .